# Adrienne Rich

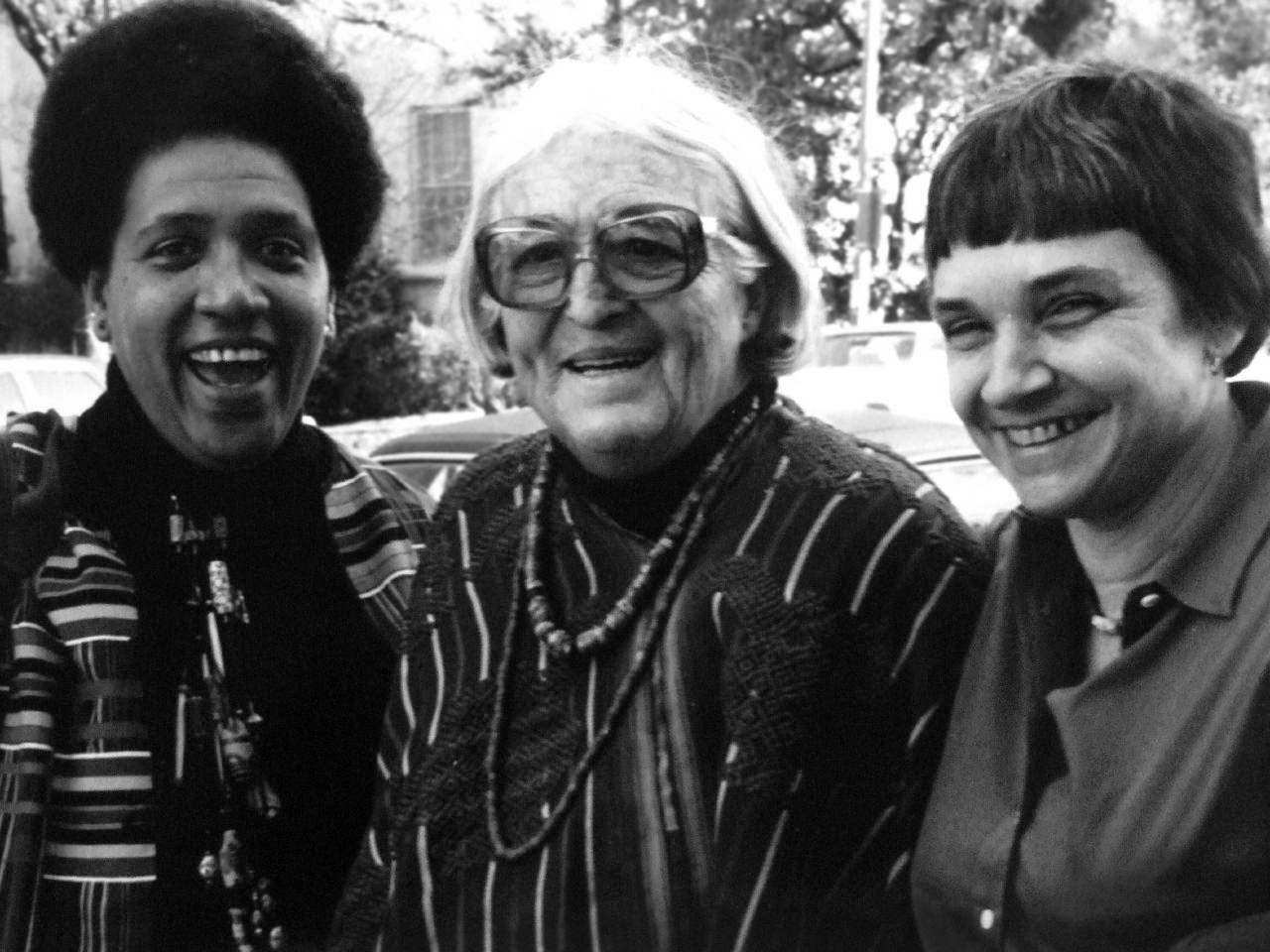
Audre Lorde, Meridel Le Sueur und Adrienne Rich (von links nach rechts, 1980)

Adrienne Cecile Rich (* 16. Mai 1929 in Baltimore, Maryland; † 27. März 2012 in Santa Cruz, Kalifornien) war eine US-amerikanische Feministin, Dichterin, Dozentin und Autorin.

## Leben
Adrienne Rich wurde 1929 in Baltimore, Maryland, als ältere der beiden Töchter von Arnold Rice Rich, einem jüdischen Arzt und Pathologie-Professor an der Johns Hopkins University, und Helen Elizabeth Jones, einer begabten Pianistin und Komponistin, die, um sich ihrer Familie zu widmen, eine mögliche professionelle Karriere als Musikerin aufgegeben hatte, geboren. 1933 kam ihre Schwester Cynthia Marshall Rich ebenfalls in Baltimore zur Welt.
1951 schloss Rich das Radcliffe College ab und gewann für ihr erstes Buch A Change of World den angesehenen Wettbewerb „Yale Series of Younger Poets Competition“. W. H. Auden, der Richter bei diesem Preis, schrieb ein Vorwort für das Buch, das wegen seiner klassischen männlichen Herablassung und seines Paternalismus gegenüber weiblichen Künstlern berüchtigt wurde. 1953 heiratete Rich Alfred Conrad, einen Harvard-Ökonomen, und zog nach Cambridge (Massachusetts), wo sie in den nächsten fünf Jahren drei Söhne gebar. Richs drittes Buch Snapshots of a Daughter-in-Law (1963), an dem sie acht Jahre arbeitete, bedeutete einen Wendepunkt in ihrer poetischen Entwicklung. Die Kritik reagierte auf Snapshots negativ und warf ihr die Bitterkeit ihres Tons vor. Auch wurde bemängelt, dass es sich von dem vorrangigen Bemühen um die Form und emotionale Kontrolle entfernt habe.
1966 zog Rich nach New York, als ihr Mann einen Ruf an das City College annahm. Sie unterrichtete im Rahmen des SEEK-Programms, einem Programm, das speziell zur Verbesserung der Englischkenntnisse von angehenden Studenten aus armen schwarzen Familien sowie aus der Dritten Welt gegründet worden war. Es warf hochpolitische Fragen nach dem Aufeinanderprallen unterschiedlicher kultureller Codes und nach dem Verhältnis von Sprache und Macht auf, Fragen, die im Werk von Adrienne Rich von zentraler Bedeutung bleiben sollten. Sie war in der Zeit auch stark von den Werken von James Baldwin und Simone de Beauvoir beeindruckt. Obwohl Rich und ihr Ehemann sich beide an Bewegungen für soziale Gerechtigkeit beteiligten, war der Schwerpunkt ihres Engagements in der Frauenbewegung. Leaflets (1969), The Will to Change (1971), und Diving into the Wreck (1973), das 1974 den National Book Award gewann, bewiesen ein zunehmendes Vertrauen in die eigene Kraft, während Rich gegen die Verwüstungen ankämpfte, die das Patriarchat in psychischer und literarischer Hinsicht verursacht.
Rich hat am Swarthmore College, an der Columbia University, Brandeis, Rutgers, Cornell, San Jose State und Stanford University unterrichtet. Seit 1976 lebte sie mit der Schriftstellerin und Lektorin Michelle Cliff. Sie war aktiv in der Bewegung für die Rechte von Schwulen und Lesben, in der Bewegung für das Recht auf Abtreibung und in der progressiven jüdischen Bewegung New Jewish Agenda. 1981 erhielt sie den „Fund for Human Dignity Award of the National Gay Task Force“. Ihre Dichtung wurde mit zwei Guggenheim-Stipendien, dem ersten Ruth Lilly Poetry Prize, der Brandeis Creative Arts Medal, dem Common Wealth Award, dem William Whitehead Award for Lifetime Achievement, dem National Poetry Association Award for Distinguished Service to the Art of Poetry, einem MacArthur-Stipendium, dem Academy-of-American-Poets-Stipendium, einem „Lifetime Achievement Award“ von der Lannan Foundation, dem Lenore Marshall Poetry Prize, der Frost Medal und 2010 mit dem Griffin Poetry Prize für ihr Lebenswerk ausgezeichnet. 1991 wurde sie in die American Academy of Arts and Sciences gewählt.
1997 weigerte sich Rich, die National Medal of Arts anzunehmen, und sagte dazu: „Ich kann keinen Preis von Präsident Clinton oder dem Weißen Haus annehmen, denn das, wofür Kunst steht, wie ich sie verstehe, ist mit der zynischen Politik dieser Regierung unvereinbar.“
1992 wurde ihre Gedichtsammlung An Atlas of the Difficult World: Poems 1988–1991 mit dem Lambda Literary Award ausgezeichnet. 1996 erhielt sie für den Gedichtband Dark Fields of the Republic einen weiteren Lambda Award und 2002 einen dritten für Fox.
Im Februar 2003 weigerte sich Rich, gemeinsam mit anderen Dichtern, aus Protest gegen den Irakkrieg an einem Symposion des Weißen Hauses zum Thema Poetry and the American Voice teilzunehmen. Für ihr Buch School Among the Ruins gewann Rich 2004 den National Book Critics Circle Award für Dichtung.
Adrienne Rich verstarb im März 2012 im Alter von 82 Jahren in ihrem Haus in Santa Cruz, Kalifornien.

## Werke

### Deutsch
- Von Frauen geboren. Mutterschaft als Erfahrung und Institution. Frauenoffensive, München 1978
- Der Traum einer gemeinsamen Sprache. Gedichte 1974–1977. Frauenoffensive, München 1980
- Dagmar Schultz (Hrsg.): Macht & Sinnlichkeit. Ausgewählte Texte von Audre Lorde und Adrienne Rich. Sub-Rosa (heute: Orlanda), Berlin 1983; 4. A. 1993, ISBN 3-922166-13-X
- Um die Freiheit schreiben. Beiträge zur Frauenbewegung. Suhrkamp (edition suhrkamp 1583), Frankfurt am Main 1990, ISBN 3-518-11583-9

### Englisch
- A Change of World (Yale UP, 1951)
- The Diamond Cutters and Other Poems (Harper, 1955)
- Snapshots of a Daughter-in-Law: Poems, 1954–1962 (Harper, 1963)
- Necessities of Life (Norton, 1966)
- Leaflets: Poems, 1965–1968 (Norton, 1969)
- The Will to Change: Poems, 1968–1970 (Norton, 1971)
- Diving Into the Wreck: Poems, 1971–1972 (Norton, 1973) (including Rape)
- Poems: Selected and New, 1950–1974 (Norton, 1974)
- Of Woman Born: Motherhood as Experience and Institution (Norton, 1976)
- Twenty-One Love Poems (Effie’s Press, 1977)
- The Dream of a Common Language: Poems, 1974–1977 (Norton, 1978)
- On Lies, Secrets and Silence: Selected Prose, 1966–1978 (Norton, 1979)
- A Wild Patience Has Taken Me This Far: Poems, 1978–1981 (Norton, 1981)
- Sources (Heyeck Press, 1983)
- The Fact of a Doorframe: Poems Selected and New, 1950–1984 (Norton, 1984)
- Your Native Land, Your Life (Norton, 1986)
- Blood, Bread and Poetry: Selected Prose, 1979–1986 (Norton, 1986)
- Time’s Power: Poems, 1985–1988 (Norton, 1988)
- An Atlas of the Difficult World: Poems, 1988–1991 (Norton, 1991)
- Collected Early Poems, 1950–1970 (Norton, 1993)
- What Is Found There: Notebooks on Poetry and Politics (Norton, 1993)
- Dark Fields of the Republic, 1991–1995 (Norton, 1995)
- Midnight Salvage: Poems 1995–1998 (Norton 1999)
- Fox: Poems 1998–2000 (Norton 2001)
- Voices, translated from the Spanish of Antonio Porchia (Copper Canyon Press, 2003)
- The School Among the Ruins: Poems 2000–2004 (Norton 2004)
- Telephone Ringing in the Labyrinth: Poems 2004–2006 (Norton 2007)
- Tonight No Poetry Will Serve: Poems 2007-2010 (Norton 2011)